# CHAN-DT
CHAN-DT（チャンネル8）は、「Global British Columbia」または「Global BC（旧称「British Columbia Television」または「BCTV」）のブランド名で呼ばれており、カナダ・ブリティッシュコロンビア州バンクーバーにあるテレビ局で、グローバル・テレビジョン・ネットワークの西海岸の旗艦局としての役割を果たしている。同ネットワークの親会社であるコーラス・エンターテインメントによって所有・運営されており、全国ニュース本部も置かれている郊外都市バーナビーのエンタープライズ・ストリート（Enterprise Street、バンクーバー・スカイトレイン、レイク・シティ・ウェイ駅の向かい側）にスタジオを置いている。送信所は、ノースバンクーバー地区自治体のシーモア山の頂上にある。

## 歴史

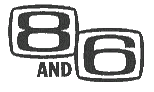
CHAN-TVとCHEK-TVは1960年代にこのロゴを共有しており、両局が番組を同時放送する際によく使用されていた。

1960年10月31日16:45に開局した。アート・ジョーンズ（Art Jones）のヴァンテル・ブロードキャスティング（Vantel Broadcasting）によって設立され、当初は独立局として運営されていた。1961年10月1日のCTVネットワーク開局に伴い、いくつかの番組を買収し、最終的に1965年に正式に同ネットワークに加盟した。
バンクーバーのダウンタウンにあるリチャーズ・ストリート1219番地（1219 Richards Street）に設置された仮設スタジオから運営されていたが、1962年にバーナビーのエンタープライズ・ストリート7850番地（7850 Enterprise Street）に常設スタジオがオープンした。開局の直後、CHANは州全体に中継送信所を設置し始め、現在ではブリティッシュコロンビア州の96%に電波が届いている。無線信号を通じて、隣接するアメリカ・ワシントン州ワットコム郡の視聴者にも放送を届けている。
1963年、ラジオ局CKNW（980 AM）の所有者である地元の起業家フランク・グリフィスは、バンクーバー島のビクトリア市にあるCBC加盟局のCHEK-TV（チャンネル6）と共に、CHAN-TVを元の所有者であるデイビッド・アームストロング（David Armstrong）からヴァンテルから購入した。その時点で、CHEKはCTVの番組をいくつか放送し始めたが、通常はCHANの放送時間とは異なる時間帯に放送されていた。1981年1月にはCTVの加盟局となったが、放送時間は変更されていた。グリフィスのウェスタン・ブロードキャスティング・コミュニケーションズ（Western Broadcasting Communications）は後に、CTVの少数株式をセルカーク・コミュニケーションズに売却し、1989年に完全子会社化した。
1986年、BCTVはバンクーバー万博に、交通と通信をテーマとした本格的な放送スタジオパビリオンを設置した。BCTVパビリオンでは、来場者がテレビ局の運営方法、ニュース番組やテレビ番組の制作過程を隅々まで見学し、実際に参加することができた。このパビリオンは、万博の取材や、来場したジャーナリストの取材にも利用された。
1971年から非公式に「BCTV」というブランドを使い始めた。1973年、BCTVはCHANの公式オンエアブランドとなり、2001年に「Global BC」ブランドに変更されるまで使用された。「BCTV」ブランドは、2006年2月までローカルニュース番組で使用された。しかし、「BCTV」ブランドは州内で確固たる地位を築き、今日でも多くの人がこの名称で呼んでいる。

### CTVへの敵意
CHANはCTV加盟局で3番目に大きな放送局であり、西部カナダでは圧倒的に最大の規模を誇っていた。そのため、長年にわたりCTVネットワークの基盤の一つであり、同ネットワークで最も成功した加盟局の一つだった。しかしながら、常にCTVに対してやや敵対的な姿勢を示していた。経営陣は、旗艦局であるトロントのCFTO-TVが同ネットワークに過度の影響力を持っていると考えていた。特にCHANは、1960年代後半から1970年代初頭にかけて、CTVのカナダ国内番組の制作においてCFTOが優遇されていると感じていた。
それにもかかわらず、1997年まで、CHANはCFTOの親会社であるベイトン・ブロードキャスティング（Baton Broadcasting）からいくつかの人気シリーズの州内放送権を購入した。しかし、その年、ベイトンがバンクーバーで新しいテレビ局CIVT-TV（チャンネル32）の運営免許を取得し、CHANの主力番組の多くを直ちにそこに移したことで、両社の緊張はさらに高まった。ベイトンはチャンネル32の開局直後にCTVの経営権を獲得し、最終的にCIVTがCHANに代わりバンクーバー市場のCTV放送局となることは公然の秘密となった。
CHANは数年前にCTVと長期契約を結んでおり、その契約は1999年まで有効であったが、2001年まで延長された。しかし、CIVTとの契約により、CHANはCTVの基本番組である週40時間しか放送できなくなった。ローカルニュース番組や親会社であるウェスタン・インターナショナル・コミュニケーションズ（WIC）から提供される知名度の低い番組で番組表を埋めなければならなかった。1997年から2001年にかけて、CHUMリミテッド制作の番組も少量ながらCHANで放送された。その中には『CityLine』も含まれていた。

### 2001年のネット改編
2000年6月6日、WICの放送局は、グローバル・テレビジョン・ネットワークを所有していたキャンウェスト・グローバル・コミュニケーションズによって買収された。その結果、CHANはブリティッシュコロンビア州全域をカバーするグローバルの放送局となる予定だった。グローバルは既にバンクーバーにCKVU-TV（チャンネル10）という放送局を所有していたが、CKVUをCHUMリミテッドに売却し、その傘下をCHANに移すことを選択した。この頃、CHANは州のほぼ全域をカバーする100以上の送信所を運営し、30年間にわたり州を代表するニュース放送局となっていた。対照的に、CKVUはロウアー・メインランドとバンクーバー島をカバーする3つの送信所しか運営していなかった。
CHAN-TVとCTVの提携契約は2001年9月1日に終了し、ブリティッシュコロンビア州のテレビ界に大きな変化が起こった。
- CHANと姉妹局CHEKが共同で所有していたCTVの放送権はCIVTに移管され、CIVTはCTVのO&O局となり、一時期「BC CTV」（後に「CTV British Columbia」に改称）というブランド名で放送された。この2つの移行により、CTVは州の他の地域での再放送局の設置を拒否したため、州内の他の地域への放送網はケーブルテレビと衛星放送に依存することになった。CHANは、トーク番組『オプラ・ウィンフリー・ショー』の放送権を保持していた。同番組は、2011年（英語版）に終了するまで、CTVが他のO&O市場で放送していた。
- CKVUが保有していたグローバル加盟局はCHANに移管され、「Global BC」ブランドの下でネットワークの新たなO&Oとなった。一方、CKVUは「ckvu13」ブランドを採用し、一時的に独立局となり、CHUM提供の番組を放送した。これらの番組の一部は、アメリカ・ワシントン州ベリンハムのKVOS-TV（英語版）（チャンネル12）で前シーズンに放送されていた。数ヶ月後、CHUMへの売却が承認された後、CKVUはCitytv直営放送局となった（これは、後にテレビシステム（英語版）からネットワークへと転換するCitytvにとって、トロント以外での最初の進出だった）。
- CHANがかつてWICから提供していた番組の殆どは、キャンウェストが新たに立ち上げた「CH」システムに移行し、CHEK（他のWIC番組が既に放送されていた）に移管された。同局は「CH Vancouver Island」に改称され、その後、2007年にCHが「E!」にブランド変更した際に『CHEK News』に改称され、さらに2009年には「E!」システムの廃止に伴い「CHEK」に改称された。
- 宗教放送局CHNU（英語版）（チャンネル10、後にJoytv（英語版）、現：独立局）は2週間後に開局され、その僅か2週間後にビクトリアのCHUM所有のNewNet（英語版）放送局CIVI-TV（英語版）（チャンネル53）が開局された。

## 番組
CHANは、殆どの場合、グローバルの番組表から大きく外れない。他の市場でグローバルの昼間の番組表で放送されている番組（主にコーラス・エンターテインメントの専門チャンネルのライブラリー番組）の一部は、CHANの様々なローカルニュース番組のために放送枠を確保するため、CHANでは放送されない。
2月には、毎年恒例のバラエティのテレソン『ショー・オブ・ハーツ（Show of Hearts）』を放送する。

### 選ばれた以前の非ネットワーク番組
- NWAオールスターレスリング（英語版）（1962年 - 1989年） - バンクーバーを拠点とする
- レイト・ショー・ウィズ・デイヴィッド・レターマン - 1994年2月から1995年8月まで、平日深夜0:37に放送された。
- 280-JOCK - 1994年後半に打ち切られるまで『News Hour Final（ニュースアワー・ファイナル）』の後に0:05から放送され、その後数ヶ月間『レイト・ショー』は0:37に繰り下げられた。
- ザ・トゥナイト・ショー・ウィズ・ジェイ・レノ - 1995年8月から2001年8月まで、平日深夜0:07に放送された。
- CHUMリミテッド（英語版）が国内全域での番組の放送権を保有していたため、ブリティッシュコロンビア州ビクトリア近郊でCIVI-TV（英語版）が開局した際に、放送権はその放送局に移った。
- オプラ・ウィンフリー・ショー（1986年 - 2011年） - CTV加盟局だった時代からCHANが同番組の地方での放映権を所有していたため、16:00に放送されていた。CTVが放送局を所有していた他の全ての市場では、『オプラ』の地方での放映権を所有していた。

### ニュース業務

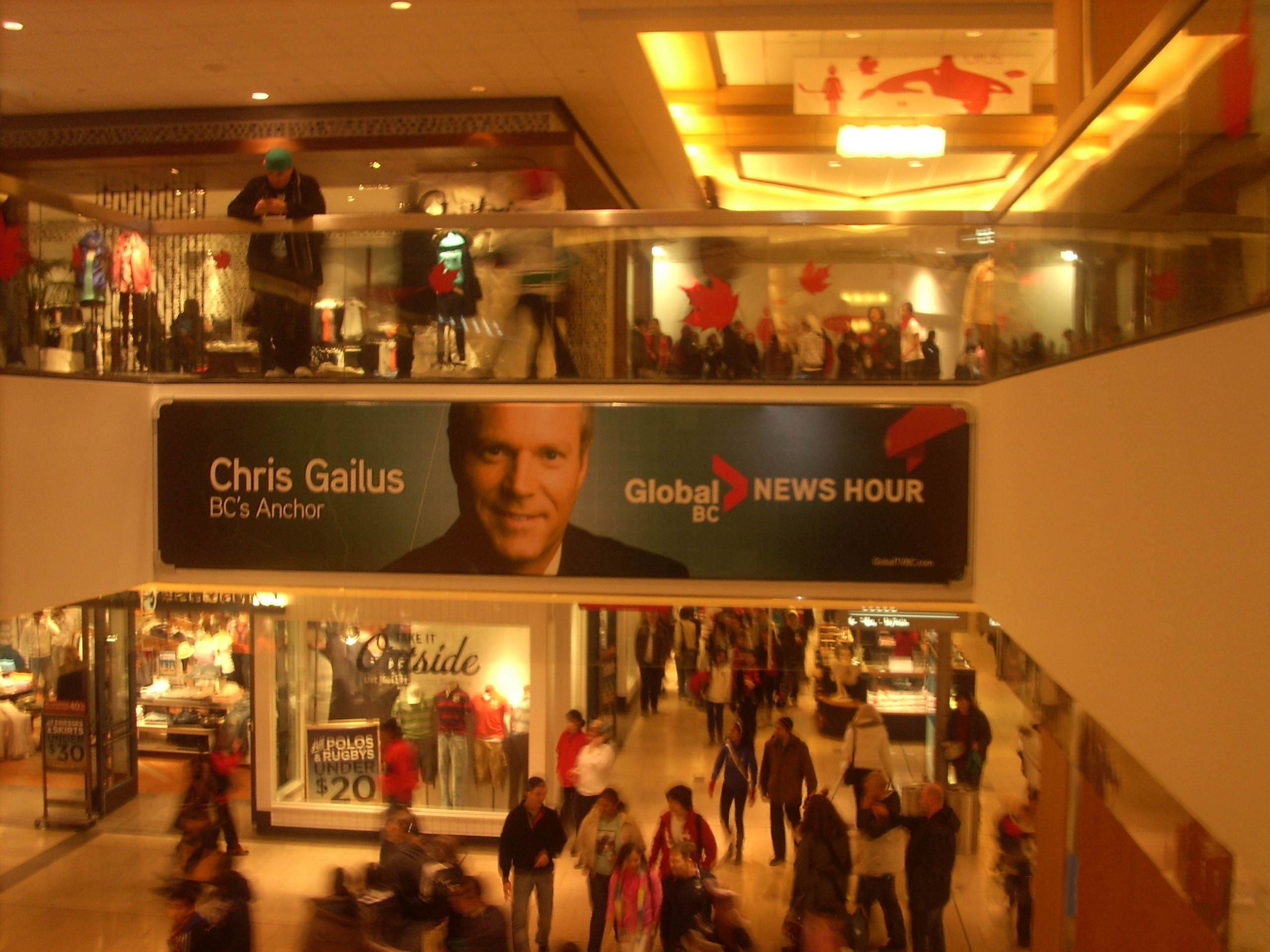
2010年冬季オリンピック期間中のGlobal BC『ニュースアワー』。

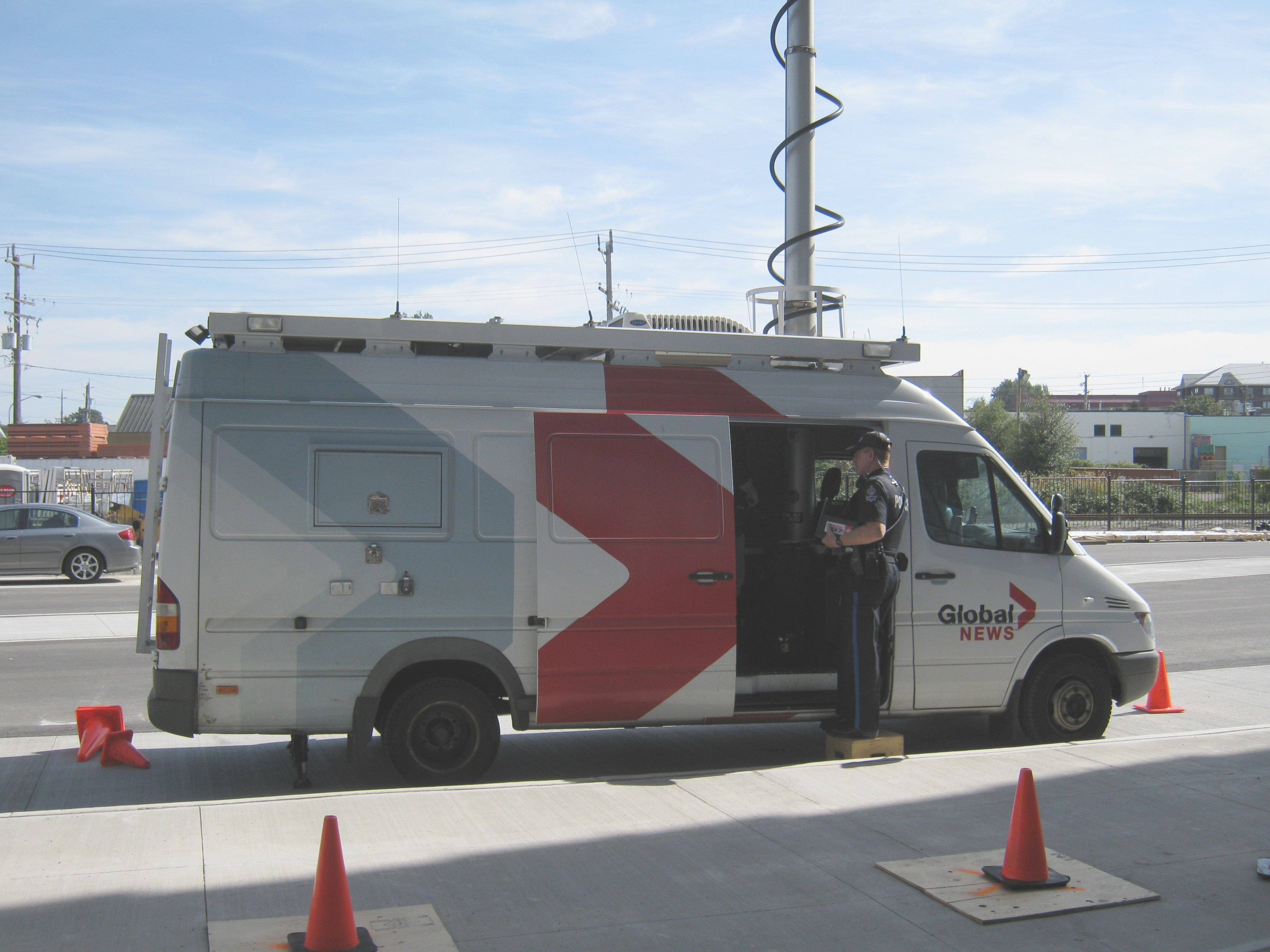
Global BCのマイクロ波ENGバン。

CHAN-DTは現在、毎週47時間半（平日は7時間半、土曜日と日曜日は5時間）の地元制作のニュース番組を放送している。ニュース番組に充てられている時間数に関しては、グローバル傘下のテレビ局（直営または提携）の中で、またカナダの全てのテレビ局の中でも最多のローカルニュース番組制作量である（2015年12月の予算削減により、オンタリオ州ハミルトンのCHCH-DTの週間ニュース番組総数が大幅に削減された後）。
バーナビーにあるスタジオは、バンクーバーを拠点とするグローバルの英語による全国夕方ニュース番組『グローバル・ナショナル』と、ショー・マルチカルチュラル・チャンネルの標準中国語による全国夕方ニュース番組『グローバル・ナショナル・マンダリン（Global National Mandarin）』（2012年～2016年）の制作拠点としても機能している。昼のニュース番組を放送するグローバル放送局の多くとは異なり、CHANは正午のニュース番組を週7日放送している。
ニュース番組スケジュールは、アメリカの三大テレビネットワーク（ABC、CBS、NBC）の加盟局のものと非常によく似ているが、グローバルには全国朝のニュース番組がないため、CHANの平日朝のニュース番組の長さは、多くのFOXやその他のアメリカ三大テレビネットワーク以外のニュース制作局の長さと同程度である。
CHANのニュース部門は業界で高い評価を得ている。1960年代に初めて1時間のニュース番組を放送して以来、収益の大部分はニュース部門に投入され、高視聴率と数々の賞を獲得してきた。18:00の『News Hour（ニュースアワー）』は、長年にわたり州内で最も視聴率の高いローカルニュース番組であり、カナダ全体でも最も視聴されている番組である。
CHANのオンエアニューススタイルは、テッド・ターナーのCNNにもインスピレーションを与え、両局とも放送中にニュースルームを背景に使用している。現在のニュースルームは1975年に建設され、1990年代初頭に改築された。スタジオはニュースルームから移設されたが、背景はそのまま残され、その後2001年と2006年に改装された。
1990年代初頭から、CHANは自社スタジオから夕方の全国ニュース番組を制作するという野望を抱いていた。実際、いくつかのニュース番組のパイロット版が制作されており、ネットワークが真剣に検討していたことが伺える。しかし、このニュース番組は実現せず、代わりに『カナダ・トゥナイト』の制作を開始し、1993年からWIC傘下の殆どの放送局で放送された。
『カナダ・トゥナイト』は、CKNWラジオコメンテーターのビル・グッド（後にCTVの現在のバンクーバーO&O局CIVT-TVに移り、2010年12月に引退）がホストを務めたブリティッシュコロンビア州向けと、CHANの夜間ニュース番組『ニュースアワー』のアンカーも務めていたトニー・パーソンズがホストを務めた全国版の2バージョンが制作された。キャンウェストがCHANを買収すると、それまで全国のCTVの他の加盟局から提供されていたニュースはグローバルの加盟局から提供されたものに置き換えられた。
2001年に「Global BC」になった際、ニュース部門は『BCTV News on Global』と若干改名された。CHANは、そのブランドが州内で依然として非常に尊敬されていたため、ニュース番組に「BCTV」という名前を維持することを選択したが、CIVTには「CTV」という文字が含まれていたため、名前自体を使用しないようにしたいと考えていた。さらに、グローバルの全国ニュースセンターの本部となり、新しい全国ニュース番組『グローバル・ナショナル』（現在の平日は元CTV・NBC記者のドーナ・フリーゼン、週末はロビン・ギル（Robin Gill）がアンカーを務めている。当初はケビン・ニューマンが務めていた）の制作施設となり、長年の夢であった全国ニュース番組の制作が実現した。同番組は17:30（太平洋標準時）にバンクーバーから生放送され、18:00の『ニュースアワー』放送前に現地でオンエアされる。
2006年2月6日、グローバルが新しいロゴとオンエアアイデンティティを導入したことにより、「BCTV」ブランドは最終的に廃止された。CHANのニュース番組は『Global News』（ブランド全体も「Global BC」に変更）に改名された。同年、グローバルはカナディアン・トラフィック・ネットワーク（Canadian Traffic Network）と契約を結び、ジャイロスコープ式カメラマウントを備えたロビンソン R44ニュースヘリコプターを供給した。このヘリコプターは「Global 1」というブランド名で呼ばれている。これは他のグローバルが使用しているニュースヘリコプターと同じ名称で、CKNWと共有されており、バンクーバーでは2機目のニュースヘリコプターである（CIVTが使用しているものに次ぐ）。
2009年12月16日、トニー・パーソンズは34年間『ニュースアワー』のアンカーを務めた後、CHANで最後のニュース番組を担当した。2010年冬季オリンピック後まで留任すると予想されていたが、理由は不明だが予想よりはるかに早く退任した。パーソンズは2010年3月15日にCHEKの22:00のニュース番組のアンカーとして入社し、また2010年4月12日からCBCテレビジョンO&OのCBUT（チャンネル2）の夕方のニュース番組のアンカーも務め始め、2013年に退職するまで両局に在籍した。
2010年9月20日に高解像度でローカルニュース番組の放送を開始した（同日、ドーナ・フリーゼンが『グローバル・ナショナル』のアンカーに任命された）。2週間後の10月4日に新しいグラフィックパッケージとHD対応のバーチャルセットを発表した。これは、デスクに若干の変更を加えた同じセットを使用した。CHAN-DTは、全てのローカル広告とニュース番組内の事前収録コーナーにBetacam SPアナログビデオテープを使用しているが、映像制作を徐々にデジタル形式に移行しつつある。MPEG-2伝送は、ほぼ全ての非ローカル放送で使用される。
2012年1月11日、ショー・メディア（Shaw Media）はカナダ・ラジオテレビ通信委員会（CRTC）にライセンス申請を提出し、同年7月20日に承認された。この申請により、CHAN-DTが運営し、同局のニューススタッフを活用してブリティッシュコロンビアに特化したニュースチャンネルとなるカテゴリBのデジタル専用専門サービスが開始された。「Global News: BC 1」という名前が付けられたチャンネルが2013年3月14日に開設された。同チャンネルは、カナダで4番目、オンタリオ州以外では最初の地域ニュースチャンネルとなった（トロントを拠点とする24時間放送のCP24と現在は廃止されたCityNews Channel、ハミルトンを拠点とする独立局（かつてはキャンウェストの所有下でCHANの姉妹局だった）のCHCH-DTに加わり、娯楽番組と共にローカルニュース番組を多く放送している）。
2012年8月27日、平日朝のニュース番組を5時台の30分間を追加して4時間に拡大し（CHCH-DTに次いで、5:30より前に朝のニュース番組を放送するカナダの放送局として2番目）、5:00から6:00までのニュース番組は『Early Morning News（アーリーモーニングニュース）』と改題された。さらに、同年9月2日には、日曜朝のニュース番組も7時台の1時間を追加して3時間に拡大した。朝のニュース番組の拡大は、グローバル・テレビジョン・ネットワークをショー・コミュニケーションズ（Shaw Communications）に売却する際の条件として含まれていた福利厚生パッケージの一部だった。
2024年8月19日以降、コーラスの人員削減により、ケロウナの姉妹局CHBC-DTのニュース番組はCHAN-DTから統合された。番組にはローカルリポーターによる寄稿が掲載されている。

#### 主な現役オンエアスタッフ
- ドーナ・フリーゼン（英語版）（2010年 - 現在） - 『グローバル・ナショナル』アンカー
- クリス・ゲイラス（英語版）（2006年 - 現在） - 『Global News Hour at 6』共同アンカー（平日）

#### 著名な過去のオンエアスタッフ
- ジェニファー・バーク（英語版）（1991年 - 1998年）
- ロビン・ギル（英語版）（日曜日:2008年 - 2021年、土曜日:2011年 - 2021年） - 『グローバル・ナショナル』アンカー
- ビル・グッド・ジュニア（英語版）（1993年 - 2001年）
- フランク・グリフィス（英語版）（1963年 - 1994年）
- レナ・ヒーア（英語版）（2005年 - 2007年）
- デボラ・ホープ（英語版）（1981年 - 2014年）
- ジル・クロップ（英語版）（2005年 - 2020年） - 2005年から2015年までリポーター/アンカーを務め、2015年から2020年までGlobal BCのニュースディレクター兼ステーションマネージャーを務めた。
- イ・ミジョン（英語版）（1992年 - 1998年）
- パメラ・マーティン（英語版）（1977年 - 2001年）
- タラ・ネルソン（英語版）（2005年 - 2008年）
- ケビン・ニューマン（英語版）（2001年 - 2008年）
- ハーヴェイ・オーバーフェルド（英語版）（1979年 - 2006年）
- トニー・パーソンズ - 『News Hour』アンカー（1975年 - 2009年）
- ジャック・ウェブスター（英語版）（1978年 - 1987年）

## 技術情報

### サブチャンネル
| チャンネル | 解像度 | アスペクト比 | ショートネーム | 番組編成  |
| ---------- | ------ | ------------ | -------------- | --------- |
| 8.1        | 1080i  | 16:9         | CHAN-HD        | Global BC |
| 22.2       | 480i   | 4:3          | CHAN-SD        | Global BC |

### アナログからデジタルへの変換
CHANは2008年4月11日からUHFチャンネル22でデジタル放送を行っている。2011年6月29日、実効輻射電力（ERP）を8.3 kWから移行後の割り当てである40 kWに引き上げた。バンクーバーにある主要送信所は、移行期限までにデジタル化が義務付けられていた唯一の送信所だった。
2011年8月31日、CRTC指定の強制市場におけるカナダのテレビ局がアナログ放送からデジタル放送への移行を正式に開始した日に、VHFチャンネル8でのアナログ放送を停止した。CHANのデジタル放送は、移行前のUHFチャンネル22（仮想チャンネル8）で継続された。同局の電子番組表は、2012年1月28日に正常に機能し始めた。
2012年10月15日、ケロウナ、ペンティクトン、バーノンにあるCHAN-DTの送信所がデジタル信号に変換された。これらは、2016年までに全てのテレビ送信所をデジタル化するというショーの取り組みの一環として、デジタルに変換された最初の再放送送信所だった。

### 送信所
ケロウナとその周辺地域の送信所（CHKL-TV）は、ケロウナにある共同所有の別個のグローバル放送局であるCHBC-DTに加えて、独自の夕方のローカルニュース番組を放送しているが、それ以外の時間帯には事実上Global BCの番組を放送していることに注意すること。CHANは、バンクーバー市場におけるカナダの三大放送ネットワーク（CBC、CTV、グローバル）が所有・運営する最後の放送局であり、現在もバンクーバー州の大部分で再放送局を運営している。
準サテライト局は太字の斜体で示している。
| 放送局    | 放送地域免許       | チャンネル | ERP      | HAAT    | 送信機座標                                                          |
| --------- | ------------------ | ---------- | -------- | ------- | ------------------------------------------------------------------- |
| CHKL-DT   | ケロウナ           | 24（UHF）  | 31.2 kW  | 509.6 m | 北緯49度58分2秒 西経119度31分50秒 / 北緯49.96722度 西経119.53056度  |
| CHKL-DT-1 | ペンティクトン     | 30（UHF）  | 3 kW     | 365.3 m | 北緯49度39分34秒 西経119度34分22秒 / 北緯49.65944度 西経119.57278度 |
| CHKL-DT-2 | バーノン           | 22（UHF）  | 3 kW     | 184.6 m | 北緯50度16分58秒 西経119度19分13秒 / 北緯50.28278度 西経119.32028度 |
| CHKM-DT   | カムループス       | 22（UHF）  | 30 kW    | 152.7 m | 北緯50度40分9秒 西経120度23分52秒 / 北緯50.66917度 西経120.39778度  |
| CIFG-DT   | プリンス・ジョージ | 29（UHF）  | 30 kW    | 482 m   | 北緯53度54分48秒 西経122度27分15秒 / 北緯53.91333度 西経122.45417度 |
| CHAN-DT-1 | チリワック         | 31（UHF）  | 0.428 kW | 285.6 m | 北緯49度4分9秒 西経122度1分41秒 / 北緯49.06917度 西経122.02806度    |
| CHAN-DT-4 | コートニー         | 25（UHF）  | 4.45 kW  | 380.5 m | 北緯49度44分54秒 西経125度14分58秒 / 北緯49.74833度 西経125.24944度 |
| CKTN-DT   | トレイル           | 8（VHF）   | 0.6 kW   | 519.8 m | 北緯49度5分30秒 西経117度49分14秒 / 北緯49.09167度 西経117.82056度  |